# Dapaong
Dapaong (cunoscut și sub denumirile de Dapango sau Dapaongo) este un oraș din Togo, situat în nordul țării, la o distanță de 638 km N de Lomé, aproape de granița cu Burkina Faso. Este reședința prefecturii Tône și are rol comercial. În localitate se găsește și un mic muzeu.